# Lijst van rijksmonumenten in Putten (gemeente)
De gemeente Putten telt 97 inschrijvingen in het rijksmonumentenregister. Hieronder een overzicht. 

## Diermen
De buurtschap Diermen telt 20 inschrijvingen in het rijksmonumentenregister. Zie Lijst van rijksmonumenten in Diermen voor een overzicht.

## Huinen
De plaats Huinen telt 1 inschrijving in het rijksmonumentenregister.
| Object                       | Oorspronkelijke functie? | Bouwjaar                    | Architect | Locatie | Coördinaten?                 | Nr.?  | Afbeelding  |
| ---------------------------- | ------------------------ | --------------------------- | --------- | ------- | ---------------------------- | ----- | ----------- |
| Terrein waarin 2 grafheuvels | Archeologisch monument   | Neolithicum en/of Bronstijd |           |         | 52° 13' 37" NB, 5° 38' 4" OL | 45856 | Upload foto |

## Koudhoorn
De plaats Koudhoorn telt 5 inschrijvingen in het rijksmonumentenregister.
| Object                                                                        | Oorspronkelijke functie? | Bouwjaar                                                     | Architect | Locatie | Coördinaten?                  | Nr.?  | Afbeelding  |
| ----------------------------------------------------------------------------- | ------------------------ | ------------------------------------------------------------ | --------- | ------- | ----------------------------- | ----- | ----------- |
| Terrein waarin 3 grafheuvels                                                  | Archeologisch monument   | Neolithicum en/of Bronstijd                                  |           |         | 52° 14' 32" NB, 5° 39' 43" OL | 45853 | Upload foto |
| Terrein waarin 12 grafheuvels                                                 | Archeologisch monument   | Neolithicum en/of Bronstijd                                  |           |         | 52° 14' 28" NB, 5° 39' 48" OL | 45854 | Upload foto |
| Terrein waarin 2 grafheuvels en nederzettingssporen (o.m. besmeten aardewerk) | Archeologisch monument   | resp. Neolithicum en/of Bronstijd, IJzertijd en Middeleeuwen |           |         | 52° 13' 58" NB, 5° 38' 38" OL | 45855 | Upload foto |
| Terrein waarin 3 - vermoedelijk 4 - grafheuvels                               | Archeologisch monument   | Neolithicum en/of Bronstijd                                  |           |         | 52° 13' 30" NB, 5° 38' 42" OL | 45857 | Upload foto |
| Terrein waarin een grafheuvel                                                 | Archeologisch monument   | Neolithicum en/of Bronstijd                                  |           |         | 52° 13' 18" NB, 5° 38' 39" OL | 45858 | Upload foto |

## Krachtighuizen
De plaats Krachtighuizen telt 1 inschrijving in het rijksmonumentenregister.
| Object                       | Oorspronkelijke functie? | Bouwjaar                    | Architect | Locatie | Coördinaten?                  | Nr.?  | Afbeelding                   |
| ---------------------------- | ------------------------ | --------------------------- | --------- | ------- | ----------------------------- | ----- | ---------------------------- |
| Terrein waarin 8 grafheuvels | Archeologisch monument   | Neolithicum en/of Bronstijd |           |         | 52° 14' 46" NB, 5° 37' 38" OL | 45849 | Terrein waarin 8 grafheuvels |

## Overig buitengebied
| Object | Oorspronkelijke functie?  | Bouwjaar                    | Architect                       | Locatie                   | Coördinaten?                  | Nr.?   | Afbeelding                    |
| --- | ------------------------- | --------------------------- | ------------------------------- | ------------------------- | ----------------------------- | ------ | ----------------------------- |
| Puttergemaal | Gemaal                    | 1885                        |                                 | Arlersteeg 32             | 52° 15' 42" NB, 5° 29' 45" OL | 32211  | Meer afbeeldingen             |
| 't Leme Huus | Boerderij                 |                             |                                 | Arnhemse Karweg 6         | 52° 14' 15" NB, 5° 38' 50" OL | 32212  | Meer afbeeldingen             |
| De Grote Roest | Boerderij                 | vermoedelijk 18e eeuw       |                                 | Beekweg 13                | 52° 16' 17" NB, 5° 35' 22" OL | 32213  | Meer afbeeldingen             |
| De Renselaer | Boerderij                 | vroeg 19e eeuw (voorkomen)  |                                 | Beulekampersteeg 54       | 52° 13' 15" NB, 5° 33' 7" OL  | 32214  | Meer afbeeldingen             |
| Hoeve met gaaf bewaard woongedeelte onder rieten wolfdak. Deel in de moderne tijd vernieuwd. Op het erf een houten schuur met pannen dak | Boerderij                 | mogelijk 18e eeuw           |                                 | Donkeresteeg 12           | 52° 13' 43" NB, 5° 32' 13" OL | 32215  | Meer afbeeldingen             |
| Oud Rookhuizen | Boerderij                 | 18e eeuw (oorsprong)        |                                 | Donkeresteeg 13           | 52° 13' 49" NB, 5° 32' 19" OL | 32216  | Meer afbeeldingen             |
| Groot Spriel | Kasteel, buitenplaats     | 1880                        |                                 | Garderenseweg 146         | 52° 14' 30" NB, 5° 38' 32" OL | 32217  | Meer afbeeldingen             |
| Groot Hell | Boerderij                 | 1603 (jaartalsteen)         |                                 | Groot Hellerweg 8         | 52° 13' 59" NB, 5° 28' 59" OL | 32219  | Meer afbeeldingen             |
| De Keut | Boerderij                 | 1783                        |                                 | Huddingweg 18             | 52° 12' 58" NB, 5° 35' 30" OL | 32220  | Meer afbeeldingen             |
| Witgepleisterd landarbeidershuisje | Bedrijfs-,fabriekswoning  | derde kwart 19e eeuw        |                                 | Huinerenkweg 12           | 52° 14' 7" NB, 5° 36' 53" OL  | 32221  | Meer afbeeldingen             |
| Keuterijtje met witgepleisterde muren en een met riet gedekt wolfsdak                                                                    | Boerderij                 | vroeg 19e eeuw              |                                 | Meester J H Schoberlaan 1 | 52° 15' 13" NB, 5° 37' 42" OL | 32231  | Meer afbeeldingen             |
| Boerderij veldhoef | Boerderij                 | midden 19e eeuw             |                                 | Veldhoefweg 5             | 52° 12' 31" NB, 5° 35' 2" OL  | 32236  | Meer afbeeldingen             |
| Typisch Veluws keuterijtje | Boerderij                 | vroeg 19e eeuw              |                                 | Zuiderveldweg 4           | 52° 16' 27" NB, 5° 37' 4" OL  | 32239  | Meer afbeeldingen             |
| Grafheuvel | Archeologisch monument    | Vroege bronstijd            |                                 | Telgterweg bij 38         | 52° 16' 32" NB, 5° 36' 21" OL | 341220 | Grafheuvel                    |
| Grafheuvel, alsmede een zone van 10 meter, gemeten vanaf de voet van de heuvel                                                           | Archeologisch monument    | Neolithicum en/of Bronstijd |                                 |                           | 52° 16' 21" NB, 5° 38' 9" OL  | 341245 | Upload foto                   |
| Twee grafheuvels, alsmede een zone van 10 meter, gemeten vanaf de voet van de heuvels                                                    | Archeologisch monument    | Neolithicum en/of Bronstijd |                                 |                           | 52° 15' 26" NB, 5° 38' 11" OL | 341250 | Upload foto                   |
| Grafheuvel | Archeologisch monument    | Neolithicum en/of Bronstijd |                                 |                           | 52° 16' 11" NB, 5° 38' 33" OL | 341255 | Upload foto                   |
| Twee grafheuvels | Archeologisch monument    | Neolithicum en/of Bronstijd |                                 |                           | 52° 14' 38" NB, 5° 39' 30" OL | 341260 | Upload foto                   |
| Gedeelte van een grafheuvel | Archeologisch monument    | Neolithicum en/of Bronstijd |                                 |                           | 52° 15' 50" NB, 5° 37' 17" OL | 343923 | Upload foto                   |
| Terrein waarin een grafheuvel | Archeologisch monument    | Neolithicum en/of Bronstijd |                                 |                           | 52° 16' 26" NB, 5° 36' 8" OL  | 45833  | Terrein waarin een grafheuvel |
| Terrein waarin 5 grafheuvels | Archeologisch monument    | Neolithicum en/of Bronstijd |                                 |                           | 52° 15' 57" NB, 5° 37' 20" OL | 45838  | Upload foto                   |
| Terrein waarin 13 grafheuvels | Archeologisch monument    | Neolithicum en/of Bronstijd |                                 |                           | 52° 15' 49" NB, 5° 37' 33" OL | 45839  | Upload foto                   |
| Terrein waarin 3 grafheuvels | Archeologisch monument    | Neolithicum en/of Bronstijd |                                 |                           | 52° 16' 4" NB, 5° 37' 20" OL  | 45840  | Upload foto                   |
| Terrein waarin een grafheuvel | Archeologisch monument    | Neolithicum en/of Bronstijd |                                 |                           | 52° 15' 50" NB, 5° 37' 14" OL | 45841  | Upload foto                   |
| Terrein waarin 9 grafheuvels | Archeologisch monument    | Neolithicum en/of Bronstijd |                                 |                           | 52° 15' 58" NB, 5° 38' 40" OL | 45842  | Upload foto                   |
| Terrein waarin 5 grafheuvels | Archeologisch monument    | Neolithicum en/of Bronstijd |                                 |                           | 52° 15' 32" NB, 5° 38' 19" OL | 45843  | Upload foto                   |
| Terrein waarin 2 grafheuvels | Archeologisch monument    | Neolithicum en/of Bronstijd |                                 |                           | 52° 15' 30" NB, 5° 38' 10" OL | 45844  | Upload foto                   |
| Terrein waarin een grafheuvel | Archeologisch monument    | Neolithicum en/of Bronstijd |                                 |                           | 52° 15' 36" NB, 5° 39' 30" OL | 45845  | Upload foto                   |
| Terrein waarin 3 grafheuvels | Archeologisch monument    | Neolithicum en/of Bronstijd |                                 |                           | 52° 15' 18" NB, 5° 40' 5" OL  | 45848  | Terrein waarin 3 grafheuvels  |
| Terrein waarin 5 grafheuvels | Archeologisch monument    | Neolithicum en/of Bronstijd |                                 |                           | 52° 14' 57" NB, 5° 38' 54" OL | 45850  | Upload foto                   |
| Terrein waarin een grafheuvel | Archeologisch monument    | Neolithicum en/of Bronstijd |                                 |                           | 52° 14' 49" NB, 5° 39' 4" OL  | 45851  | Upload foto                   |
| Terrein waarin een grafheuvel | Archeologisch monument    | Neolithicum en/of Bronstijd |                                 |                           | 52° 14' 57" NB, 5° 40' 36" OL | 45852  | Terrein waarin een grafheuvel |
| Mariahoeve: boerderij | Boerderij                 | ca. 1900                    |                                 | Kiefveldersteeg 11        | 52° 16' 54" NB, 5° 34' 14" OL | 523944 | Meer afbeeldingen             |
| Mariahoeve: bakhuis | Boerderij                 | ca. 1900                    |                                 | Kiefveldersteeg 11        | 52° 16' 54" NB, 5° 34' 14" OL | 523945 | Meer afbeeldingen             |
| Mariahoeve: waterput | Straatmeubilair           | ca. 1900                    |                                 | Kiefveldersteeg 11        | 52° 16' 54" NB, 5° 34' 14" OL | 523946 | Meer afbeeldingen             |
| Mariahoeve: schuur | Boerderij                 | ca. 1900                    |                                 | Kiefveldersteeg 11        | 52° 16' 54" NB, 5° 34' 14" OL | 523947 | Meer afbeeldingen             |
| Mariahoeve: kippenren | Boerderij                 | ca. 1900                    |                                 | Kiefveldersteeg 11        | 52° 16' 54" NB, 5° 34' 14" OL | 523948 | Meer afbeeldingen             |
| Mariahoeve: hooiberg | Boerderij                 | ca. 1900                    |                                 | Kiefveldersteeg 11        | 52° 16' 54" NB, 5° 34' 14" OL | 523949 | Meer afbeeldingen             |
| Mariahoeve: hooiberg | Boerderij                 | ca. 1900                    |                                 | Kiefveldersteeg 11        | 52° 16' 54" NB, 5° 34' 14" OL | 523950 | Meer afbeeldingen             |
| Klein Boeyen: boerderij | Boerderij                 | ca. 1860                    |                                 | Beulekampersteeg 43       | 52° 13' 22" NB, 5° 33' 35" OL | 523952 | Meer afbeeldingen             |
| Klein Boeyen: schuur | Boerderij                 | ca. 1860                    |                                 | Beulekampersteeg 43       | 52° 13' 22" NB, 5° 33' 35" OL | 523953 | Meer afbeeldingen             |
| Klein Boeyen: hooiberg | Boerderij                 | ca. 1900                    |                                 | Beulekampersteeg 43       | 52° 13' 22" NB, 5° 33' 35" OL | 523954 | Meer afbeeldingen             |
| Bijstein: parkaanleg | Tuin, park en plantsoen   | eerste kwart 20e eeuw       |                                 | Nijkerkerstraat 35        | 52° 15' 16" NB, 5° 34' 47" OL | 523963 | Meer afbeeldingen             |
| Bijstein: koetshuis | Bijgebouwen kastelen enz. | eerste kwart 20e eeuw       |                                 | Nijkerkerstraat 35        | 52° 15' 20" NB, 5° 34' 48" OL | 523964 | Meer afbeeldingen             |
| Bijstein: landhuis | Kasteel, buitenplaats     | eerste kwart 20e eeuw       |                                 | Nijkerkerstraat 35        | 52° 15' 20" NB, 5° 34' 48" OL | 523965 | Meer afbeeldingen             |
| Groot Schovenhorst | Kasteel, buitenplaats     | 1876                        |                                 | Garderenseweg 142         | 52° 15' 1" NB, 5° 37' 36" OL  | 523967 | Groot Schovenhorst            |
| Vanenburg | Woonhuis                  | 1870                        |                                 | Vanenburgerallee 11       | 52° 16' 19" NB, 5° 33' 55" OL | 530629 | Meer afbeeldingen             |
| Vanenburg: historische aanleg | Tuin, park en plantsoen   | 17e/18e eeuw                | waarschijnlijk Philip Vingboons | bij Vanenburgerallee 11   | 52° 16' 25" NB, 5° 33' 40" OL | 530630 | Upload foto                   |
| Vanenburg: koetshuis | Bijgebouwen kastelen enz. | 1870                        |                                 | Vanenburgerallee 9        | 52° 16' 18" NB, 5° 33' 55" OL | 530631 | Meer afbeeldingen             |
| Vanenburg: oranjerie | Bijgebouwen kastelen enz. | 1870                        |                                 | Vanenburgerallee 13       | 52° 16' 19" NB, 5° 33' 56" OL | 530632 | Upload foto                   |
| Vanenburg: tuinmanswoning | Dienstwoning              | 1870                        |                                 | Vanenburgerallee 7        | 52° 16' 17" NB, 5° 33' 55" OL | 530633 | Meer afbeeldingen             |
| Vanenburg: oranjerie 'Klein Vanenburg'                                                                                                   | Bijgebouwen kastelen enz. | 1891-1892                   |                                 | Vanenburgerallee 15       | 52° 16' 26" NB, 5° 33' 55" OL | 530634 | Upload foto                   |
| Vanenburg: toegangsbrug | Tuin, park en plantsoen   | ca. 1880                    |                                 | bij Vanenburgerallee 11   | 52° 16' 19" NB, 5° 33' 53" OL | 530635 | Upload foto                   |
| Vanenburg: portiershuis | Dienstwoning              | laatste kwart 19e eeuw      |                                 | Vanenburgerallee 1        | 52° 16' 1" NB, 5° 33' 46" OL  | 530636 | Upload foto                   |

## Putten
De plaats Putten telt 17 inschrijvingen in het rijksmonumentenregister. Zie Lijst van rijksmonumenten in Putten (plaats) voor een overzicht.

## Voormalig rijksmonument
| Object                      | Oorspronkelijke functie? | Bouwjaar           | Architect | Locatie | Coördinaten?                 | Nr.?  | Afbeelding  |
| --------------------------- | ------------------------ | ------------------ | --------- | ------- | ---------------------------- | ----- | ----------- |
| Terrein waarin een grafveld | Archeologisch monument   | Merovingische tijd |           |         | 52° 13' 46" NB, 5° 37' 9" OL | 46231 | Upload foto |

Aalten ·
Apeldoorn ·
Arnhem ·
Barneveld ·
Berg en Dal ·
Berkelland ·
Beuningen ·
Bronckhorst ·
Brummen ·
Buren ·
Culemborg ·
Doesburg ·
Doetinchem ·
Druten ·
Duiven ·
Ede ·
Elburg ·
Epe ·
Ermelo ·
Harderwijk ·
Hattem ·
Heerde ·
Heumen ·
Lingewaard ·
Lochem ·
Maasdriel ·
Montferland ·
Neder-Betuwe ·
Nijkerk ·
Nijmegen ·
Nunspeet ·
Oldebroek ·
Oost Gelre ·
Oude IJsselstreek ·
Overbetuwe ·
Putten ·
Renkum ·
Rheden ·
Rozendaal ·
Scherpenzeel ·
Tiel ·
Voorst ·
Wageningen ·
West Betuwe ·
West Maas en Waal ·
Westervoort ·
Wijchen ·
Winterswijk ·
Zaltbommel ·
Zevenaar ·
Zutphen